# Mark Bosnich
Mark Bosnich (født 13. januar 1972 i Fairfield, New South Wales, Australien) er en australsk tidligere fodboldspiller. Han har repræsenteret sit land 17 gange og spillede for de engelske Premier League-klubber Aston Villa, Manchester United og Chelsea.